# كازينو لبنان

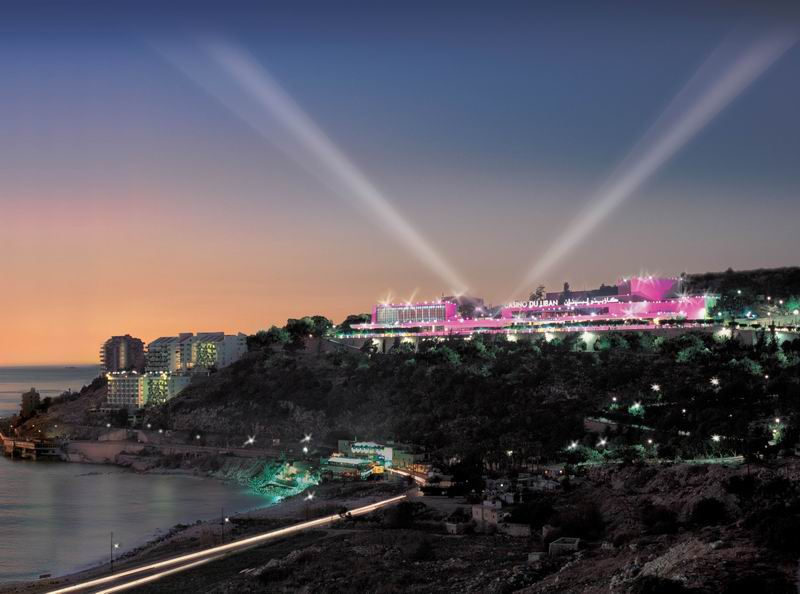
كزينو لبنان ليلاً

كازينو لبنان (بالفرنسية: Casino du Liban)‏ هو المكان الوحيد المخصص للقمار في لبنان،  ، شهد منذ تأسيسه في العام 1959 حتى وقوع الحرب الأهلية اللبنانية حقبة ذهبية حيث غنى فيه أبرز وأشهر المغنين العرب والعالميين إضافة إلى أشهر الفرق العالمية.

## الموقع
يقع الكازينو على بعد 22كم شمال بيروت وعلى تلة تكشف على خليج جونية (شمال بيروت)، في منطقة المعاملتين، على مساحة حوالي 34 كم مربع.

## التاريخ
في العام 1954 صدر مرسوم جمهوري قضى بحصر ألعاب الميسر في كازينو لبنان دون سواه. وبعد ثلاث سنوات، أنشئ الكازينو. واحتفل بتدشين ليلة رأس السنة من العام 1959. وفي العام 1964 افتتح في الكازينو صالة الألعاب الأميركية.
أجبرت الحرب الأهلية التي إندلعت في العام 1975 الكازينو على العمل بصورة متقطعة حتى عام 1989، وبعد العام 1984 انتشر العديد من الكازينوهات في بيروت والمناطق اللبنانية الأخرى ومع ذلك استمر الكازينو في عمله لكن لحساب المليشيات. لكن خلال الفترة من 1989 إلى 1990 ألحق خرابا هائلا بالكازينو وأوقف العمل به.
في عام 1995 وقعت إدارة الكازينو اتفاقية جديدة مع الدولة اللبنانية يسمح بموجبها بالاستثمار الحصري لألعاب الميسر على الأراضي اللبنانية كافة. وذلك لفترة 30 سنة، على أن تحصل الدولة على حصة تصاعدية من العائدات، وأن تعتبر ملكية الأرض والبناء والتجهيزات كافة بعد هذه الفترة من الأملاك العامة للدولة.
بناء على تلك الاتفاقية أعيد افتتاح الكازينو عام 1996 ووقع عقد بين إدارة الكازينو والحكومة اللبنانية ممثلة بوزارتي المالية والسياحة. اما صالة السفراء الشهيرة، فقد اعيد بناؤها في صيف 1998 لتتسع لـ750 شخصاً.

## المكانة الدولية
بعد الافتتاح رسخ الكازينو مكانته بسرعة كأول مركز ترفيهي في منطقة الشرق الأوسط. وشهد في هذه المرحلة حقبة ذهبية حيث استضاف أبرز وأشهر المغنين العرب والعالميين في تلك الحقبة إضافة إلى أشهر الفرق العالمية. وعلى فترة نصف قرن تقريباً، كان الكازينو مرادفاً لأفضل الألعاب والتسلية. وتحول إلى أهم كازينو في الشرق الأوسط وجذب الملايين من السواح من مختلف أنحاء العالم.
في العام 2004 احتل الكازينو المرتبة الثامنة عشرة في لائحة الكازينوهات المئة الأكثر نجاحا ودينامية في العالم. وحسب الاتحاد العالمي للكازينوهات فقد حقق الكازينو العديد من الإنجازات أبرزها ارتفاع نسبة أرباح الكازينو واستقبال أهم الفرق الاستعراضية العالمية.

## الخدمات
باقة الخيارات التي يقدمها متعددة، من المطاعم الخمسة التي تتنوع بين الأماكن المفتوحة وتلك التي تطل على خليج جونيه وابرزها «لا تراس»، إضافة إلى باكارا (بار المشروبات والأغذية)، مطعم سيركل دور (فرنسي)، مطعم لا مارتنغايل الدولي (فرنسي)، مطعم لا تيريزا (لبناني)، ومطعم البحر الأبيض المتوسط.
المسارح اثبتت ريادة الكازينو في وضع البرامج الترفيهية والاستعراضية العالمية. ولعل صالة السفراء التي تتسع لـ1015 مقعداً شاهدة على اهمية الاستعراضات الذائعة الصيت التي استضافتها في ارجائه، حيث كانت معقلاً لاستعراضات مسرح «برودواي» وجاذبة لفرقة كركلا للرقص وشاهدة على إنتاجات منصور الرحباني وآخرها «ملوك الطوائف» التي حطت رحالها فيه.
جرى الحفل الأوّل لمبادرة تكريم في هذا الكازينو عام 2010 بحضور نخبة من الشخصيات العربيّة.

## القوانين
كما الكازينوات حول العالم، هناك قانون للملابس للدخول إلى كازينو لبنان، فلغرف العاب الكازينو الرئيسية: بدلة رسمية وربطة عنق للرجال، ولباس رسمي للنساء. وفي منطقة آلات الألعاب النقدية: اللباس العادي (الجينز والحذاء الرياضي غير مسموحين).
يسمح بموجب القانون للبنانيين دخول صالات الألعاب الآلية، مقابل منعهم من دخول صالات ألعاب الحظ، إلا إذا كان اللبناني متمما لسن الواحدة والعشرين ودخله السنوي يفوق بمئة مرة الحد الأدنى للأجور، أي أكثر من مليوني ليرة لبنانية شهريا.
ويجب على من يريد الدخول إلى الصالات الباهظة التكاليف الحصول بطاقة خاصة ويمنع من الدخول إلى مختلف صالات اللعب أفراد الجيش اللبناني والأمن الداخلي وأمناء الصناديق في الشركات التجارية.

## الأسهم
تملك شركة إنترا التي يرأسها محمد شعيب 52 بالمئة من أسهم الكازينو، علما بأن مصرف لبنان يملك 33 في المئة من أسهم إنترا، وتملك شركة أبيلا 17 في المئة، ومجموعة بنك عودة 7 في المئة، ومؤسسة ضمان الودائع ولجنة تصفية بنك المشرق 6 في المئة. وباقي الأسهم موزعة بين عدة مساهمين.

## وصلات خارجية
- موقع كازينو لبنان
- world casino directory